# Stathmopoda pedella

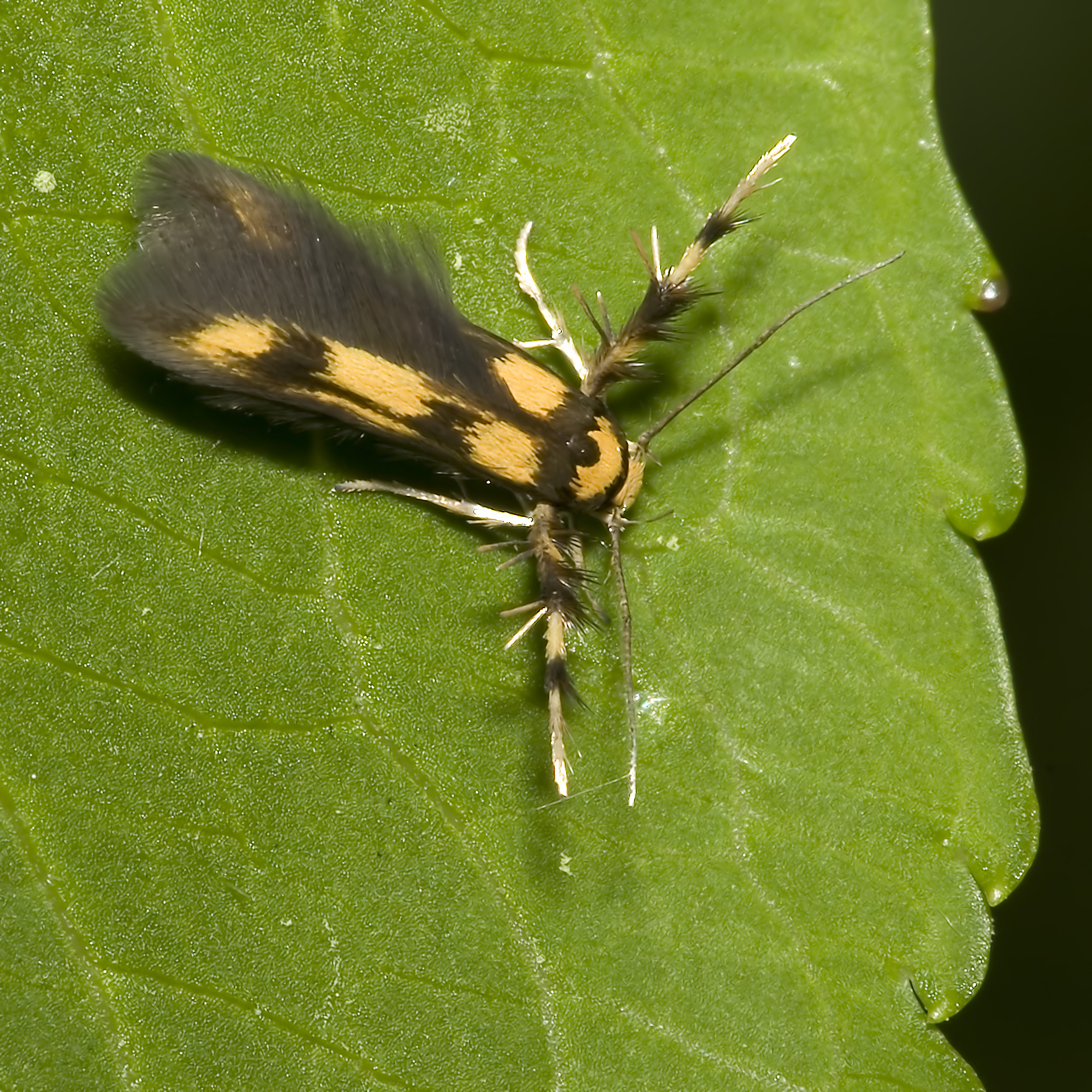
Stathmopoda pedella

Stathmopoda pedella ist ein Falter aus der Familie der Stathmopodidae. 

## Merkmale
Die Falter erreichen eine Flügelspannweite von 14 bis 17 Millimetern. Der Kopf ist hellgelb. Die Fühler sind dorsal grau, das erste  Drittel ist gelblich weiß. Die Fühler der Männchen sind stark bewimpert. Der Thorax ist gelb, das erste Drittel und der Hinterleibsbereich sind graubraun. Die Schuppen am Flügelgelenk sind gelb und graubraun umrandet. Die Vorderflügel sind gelblich ockerfarben bis goldgelb und mit hellbraunen Schuppen getönt, die eine dunkelbraune Basis besitzen. Oft wird ein bleierner Glanz beobachtet. Auf den Vorderflügeln befindet sich im ersten und zweiten Drittel je eine unvollständige dunkelbraune Querbinde. Die Hinterflügel sind glänzend graubraun gefärbt. Die auffälligen Hintertibien sind gelb und schwärzlichbraun gezeichnet und in der Nähe der Sporne und an den distalen Enden der basalen Tarsenglieder büschelig beborstet. In der typischen Ruhehaltung werden die Hintertibien nahezu rechtwinklig vom Körper gestreckt. Die Sporne stehen rechtwinklig zum Körper und sind leicht nach oben gerichtet.

## Verbreitung
Stathmopoda pedella ist in Europa mit Ausnahme des hohen Nordens und des Südostens weit verbreitet, die Art kommt aber lokal nur selten vor. Im Süden ist sie in gebirgigen Regionen anzutreffen. Weiterhin findet man sie im Kaukasus und in den fernöstlichen Gebieten Russlands. In Nordamerika wurde die Art eingeschleppt.

## Lebensweise
Die Larven von Stathmopoda pedella leben in den unreifen Früchten der Schwarz-Erle (Alnus glutinosa) und der Grau-Erle (Alnus incana), wo sie hauptsächlich die Samen fressen. Die davon betroffenen Früchte haben bräunliche Flecke, die Exkremente werden aus der Frucht ausgestoßen. Die Larven verpuppen sich im Oktober in einem seidigen Kokon in der Laubstreu und überwintern.

### Flug- und Raupenzeiten
Stathmopoda pedella bildet eine Generation im Jahr, die von Ende Juni bis Juli fliegt. Die Falter sind nachtaktiv und werden vom Licht angelockt. Die Raupen können von August bis Ende September angetroffen werden.

## Systematik
Stathmopoda pedella wurde früher zur Familie der Faulholzmotten (Oecophridae) gezählt.

### Synonyme
Folgende Synonyme sind aus der Literatur bekannt:
- Phalaena Tinea pedella Linnaeus, 1761
- Tinea alucitella [Denis & Schiffermüller], 1775
- Tinea cylindrella Fabricius, 1777
- Tinea angustipennella Hübner, 1796
- Ypsolophus cylindricus Fabricius, 1798 (ungültige Emendation von Tinea cylindrella Fabricius, 1777)
- Oecophora fastuosella Costa, [1836]